# Ceraturgus niger
Ceraturgus niger là một loài ruồi trong họ Asilidae. Ceraturgus niger được Macquart miêu tả năm 1838. Loài này phân bố ở vùng Tân Bắc giới.